# Вітторіо Монті
Вітто́ріо Мо́нті (італ. Vittorio Monti; 6 січня 1868, Неаполь — 20 червня 1922) — італійський скрипаль і композитор, відомий у свій час викладач гри на скрипці і мандоліні, автор знаменитого «Чардашу», написаного за мотивами мелодій угорських народних танців.
Народився в Неаполі, навчався там у Консерваторії Сан-П'єтро у Ф. Пінто (скрипка) і Паоло Серрао (композиція).
У 1886 році, у віці 18 років виїхав у Париж для вдосконалення гри на скрипці у Камілло Сиворі, де потім протягом багатьох років був першою скрипкою в Оркестрі Ламуре.
У 1900 році став диригентом у музичному концертному залі «Париж-Концерт».
Як композитор написав кілька балетів, коротких оперет, інструментальних, вокальних і скрипкових п'єс. Однак свій час пережив лише одне його твір — знаменитий «Чардаш» з однойменною назвою, невелика (середня тривалість 4,5 хвилини) салонна п'єса для скрипки або мандоліни в супроводі фортепіано (або оркестру).
«Чардаш» Монті — найвідоміше з його добутків — виконується оркестрами і різними по складу інструментальними ансамблями, а також соло ледве не на усіх відомих музичних інструментах: скрипка, саксофон, фортепіано, акордеон, гітара (як семиструнна, так і шестиструнна) та на безлічі інших. Це — коронний номер циганського репертуару.